# Ozero Sudoble
Ozero Sudoble (ryska: Озеро Судобле) är en sjö i Belarus.   Den ligger i voblasten Minsks voblast, i den centrala delen av landet, 60 km öster om huvudstaden Minsk. Ozero Sudoble ligger 162 meter över havet. Arean är 0,98 kvadratkilometer. Den sträcker sig 1,3 kilometer i nord-sydlig riktning, och 1,2 kilometer i öst-västlig riktning.
I omgivningarna runt Ozero Sudoble växer i huvudsak blandskog. Runt Ozero Sudoble är det ganska tätbefolkat, med 62 invånare per kvadratkilometer.